# ثهلولة
ثُهْلُولَة جنس من النباتات العصارية التي تنتمي إلى عائلة النرجسيات، موطنها الأصلي المناطق شبه القاحلة في المكسيك وأمريكا الوسطى. وهي عمومًا نباتات معمرة كبيرة أبيدة أوراقها ضمية الانتشاب .قد تتطلب حماية الشتاء في المناطق المعرضة للصقيع. نصالها قد تطول من 30 إلى 50 سم. وهي جامدة الصفحة لحمية الضلع مسننة الحفاف لونها إلى الخضار الأطحل. أزارها أنبوبية الشكل صغيرة القد صفراء أو حمراء أو خضراء. ترتكز على شماريخ منتصبة من 50 إلى 200 سم. الفارق بين أنواعها المعروفة هو حجم الأوراق واستطالة الشمراخ ولون الأزهار. تزرع للتزيين وترغب في المواقع المعتدلة.